# Усадьба Лебединской
Усадьба Лебединской — архитектурный ансамбль в историческом центре Нижнего Новгорода. Главный дом построен в 1837—1838 годах. Автор проекта — Антон Лаврентьевич Леер, один из архитекторов комплекса Нижегородской ярмарки.
Ансамбль состоит из двух зданий: главного дома (ул. Минина, № 11) и флигеля (ул. Минина, 11а). Исторические здания сегодня — объекты культурного наследия Российской Федерации.

## История

### Главный дом
В 1836 году участок земли на пересечении Жуковской (Минина) и вновь прокладываемой улицы (будущей Больничной) принадлежал Олимпиаде Ивановне Лебединской, которая решила надстроить старый двухэтажный каменный дом мезонином. Разрабатывал проект А. Л. Леер, создавший сразу несколько вариантов. В окончательном проекте сохранилась дощатая рустовка первого этажа с выделением замковых камней над проёмами, окна второго этажа получали одинаковые треугольные фронтончики наличников, мезонин отсекался от основания карнизом с поясом декоративных ширинок.
Проект был утверждён в Санкт-Петербурге 22 мая 1837 года. Сразу же начались строительные работы. К концу 1838 года в числе вчерне завершённых в Нижнем Новгороде домов сообщалось и о завершении строительства «мезонина на каменном 2-этажном доме священнической жены Лебединской».
Сохранившее исторический вид здание является важным памятником Нижнего Новгорода эпохи градостроительных преобразований 30-х годов XIX века, времени перехода русской архитектуры от классицизма к эклектике.

### Флигель
Флигель усадьбы выходит на красную линию улицы Минина. В 1837 году на его месте располагалось здание служб, входившее в ансамбль усадьбы наряду с каменным домом и баней в глубине участка. Представляло собой одноэтажное, в три световые оси, каменное строение, под двускатной крышей, прямоугольной Г-образной в плане формы, занимавшее левую сторону участка.
Во второй половине XIX века здание служб было перестроено: расширено по главному фасаду. В 1960-е годы надстроен второй этаж, с заимствованиями архитектурных классицистических форм.